# Scott Patrick Green
 (novembre 2017).
Scott Patrick Green est un acteur et photographe américain, né le 5 octobre 1969. Il a joué dans cinq films réalisés par Gus Van Sant.

## Filmographie

### Acteur
- 1991 : My Own Private Idaho de Gus Van Sant : le garçon de café
- 1993 : Even Cowgirls Get the Blues de Gus Van Sant : le pèlerin
- 1999 : Washington: Man and Myth de William G. Wagner : bourgeois de la taverne (Vidéofilm)
- 2005 : Last Days de Gus Van Sant : Scott
- 2007 : Paranoid Park de Gus Van Sant : Scratch
- 2007 : Cthulhu de Dan Gildark : Mike
- 2007 : Feast of Love de Robert Benton :
- 2008 : Harvey Milk (Milk) de Gus Van Sant : le garçon de maison

### Photographie
- 1991 : My Own Private Idaho de Gus Van Sant
- 2003 : Elephant de Gus Van Sant
- 2005 : Last Days de Gus Van Sant
- 2007 : Paranoid Park de Gus Van Sant
- 2010 : Cold Weather de Aaron Katz
- 2010 : The River Why de Matthew Leutwyler
- 2011 : Restless de Gus Van Sant

### Assistant réalisateur
- 1991 : My Own Private Idaho de Gus Van Sant
- 1997 : Will Hunting (Good Will Hunting) de Gus Van Sant
- 2007 : Feast of Love de Robert Benton
- 2008 : Harvey Milk (Milk) de Gus Van Sant